# 岐阜市立看護専門学校
岐阜市立看護専門学校（ぎふしりつかんごせんもんがっこう）とは、岐阜県岐阜市が運営する公営の専修学校。

## 構成学科
- 看護科（全日制：3年課程）

## 所在地
- 岐阜県岐阜市鹿島町7丁目1番地
  - 岐阜市民病院と同じ敷地である。
  - 現行施設の建築年度は1988年度（昭和63年度）である[1]。

## 略歴
- 1972年（昭和47年）4月1日：岐阜市民病院附属高等看護学院として開校。
- 1975年（昭和50年）4月1日：岐阜市立高等看護学院に改称。
- 1980年（昭和55年）4月1日：岐阜市立看護専門学校に改称。

## 交通機関
- 岐阜バス「市民病院前」バス停下車。
  - JR岐阜駅バスターミナルより
    - 7番のりば：西鏡島、森屋、市民病院前、巣南庁舎、芝原6丁目行きに乗車。

  - 名鉄岐阜のりばより
    - 3番のりば：西鏡島、森屋、市民病院前行きに乗車。
    - 6番のりば：巣南庁舎、芝原6丁目行きに乗車。

## 不祥事
2013年（平成25年）5月21日同校の看護学生が校内での病理学の講義中に、（併設されている岐阜市民病院で病死した）患者から摘出された臓器をスマートフォンで撮影し、その映像をツイッターに投稿した。この投稿が後日ネット上で騒動となり、同6月30日市役所経由で同校に通報があったため、翌7月1日学校側が公式サイト上で謝罪する事態となった。なお当該学生は自宅謹慎を経て、同7月5日付けで退学した。